# Kolumba von Sens

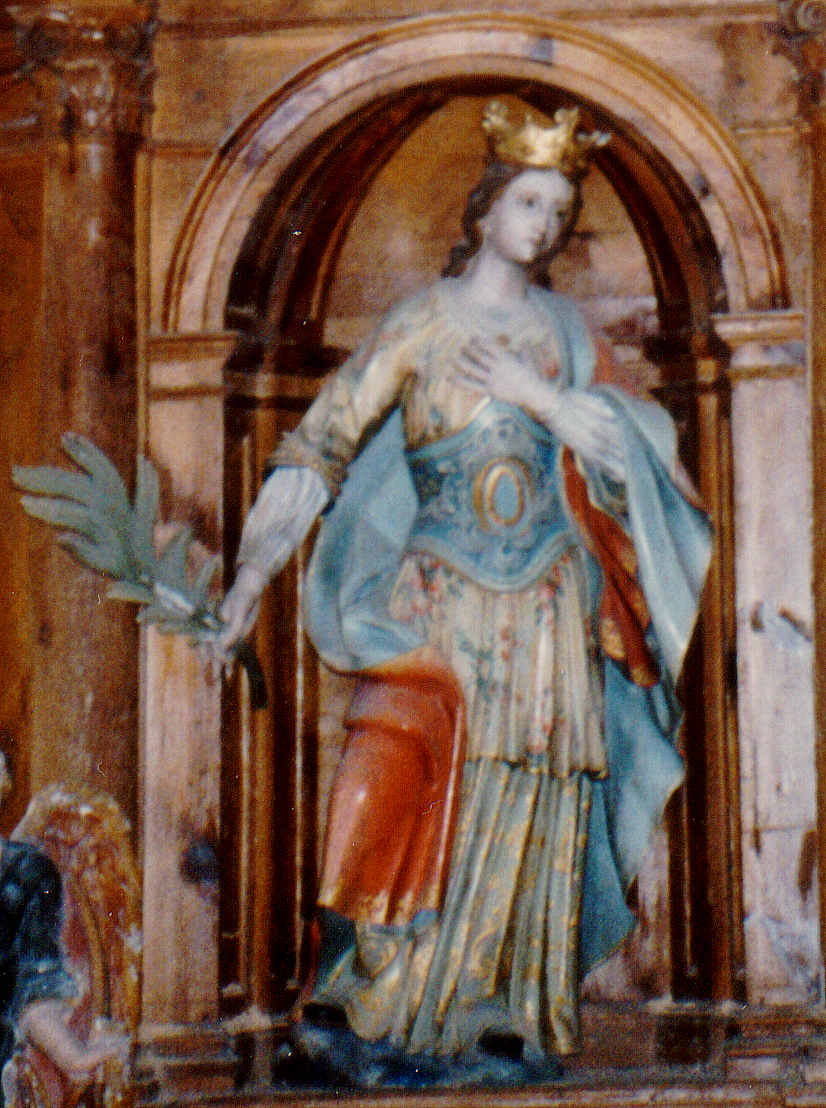
Kolumba-Statue in der Kirche von Arceniega (Provinz Álava, Spanien)

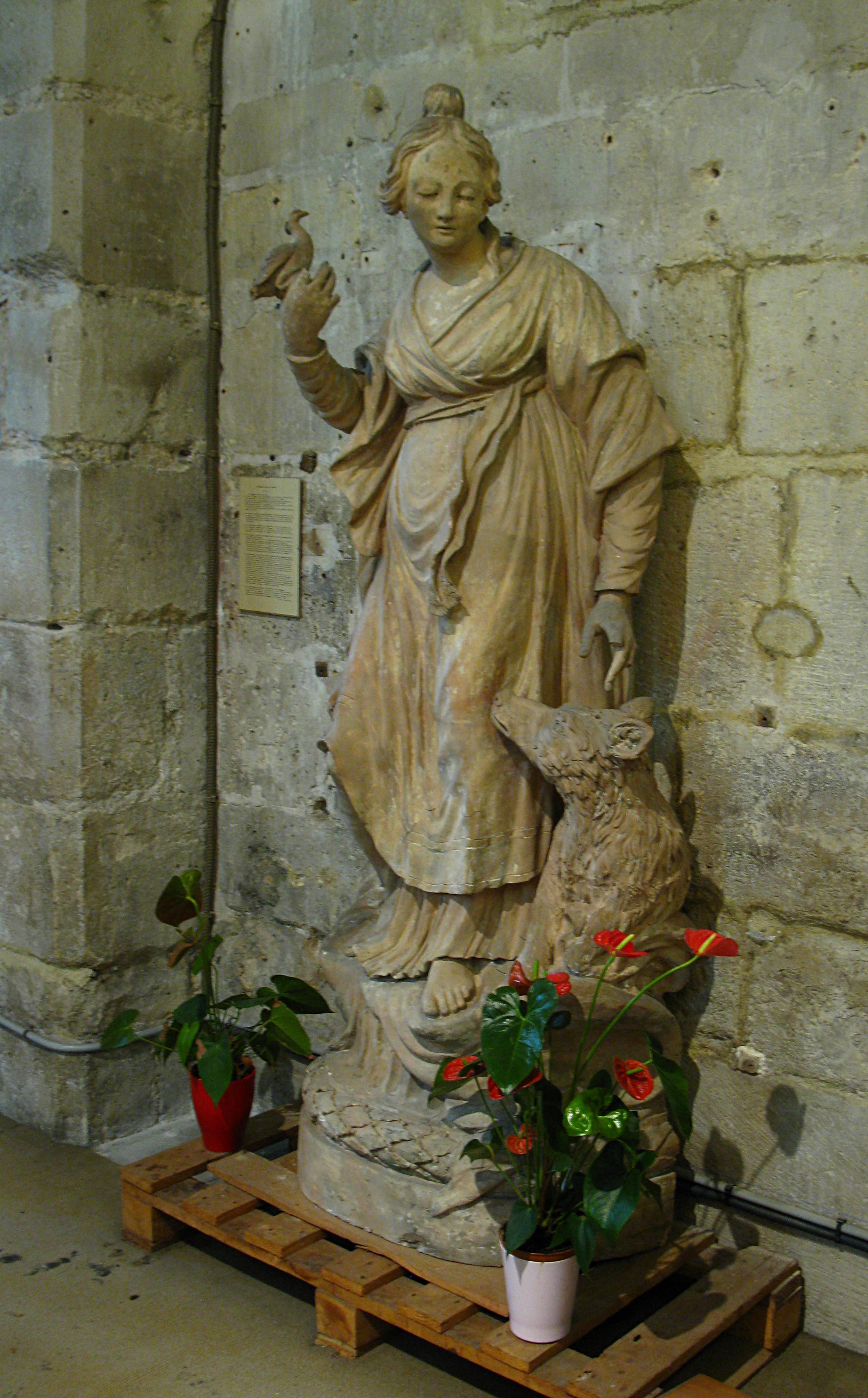
Kolumba-Statue in der Kirche von Chevilly-Larue (Val-de-Marne, Frankreich)

Die heilige Kolumba (spanisch Santa Coloma, portugiesisch Santa Comba * um 257 in Spanien, † 273 in Sens) war eine Jungfrau und Märtyrin der frühen Kirche. Sie wird in der katholischen Kirche als Heilige verehrt; ihr Gedenktag ist der 31. Dezember, in Sens auch der 27. Juli, Kirchweihefest 22. Juli, Translatio 17. Dezember.

## Vita
Den Überlieferungen zufolge war Kolumba eine christliche Jungfrau aus Sens oder eine Fürstentochter aus Saragossa, die sich weigerte, den Sohn des römischen Kaisers Aurelian (reg. 270–275) zu heiraten, und deshalb während der Christenverfolgung unter Aurelian das Martyrium erlitt. Der Überlieferung nach wurde sie im Gefängnis von einer Bärin vor der Vergewaltigung geschützt. Später versuchte man vergeblich, sie zu verbrennen, so dass sie schließlich mit dem Schwert enthauptet wurde.

## Verehrung
Die Abtei Sainte-Colombe in Sens wurde im Jahr 620 vom Merowingerkönig Chlothar II. über dem Grab der heiligen Kolumba gegründet. Die Pfarrei der Kirche St. Kolumba war im Mittelalter die größte Kölns. Wahrscheinlich hat der Kölner Bischof Kunibert die Verehrung für Kolumba am Hof der Merowingerkönige kennengelernt und in der Folge in Köln eingeführt. Weitere Zentren der Verehrung waren Flandern (Courtrai) und Rimini. 
Die Kirche Santa Coloma in Santa Coloma d’Andorra ist ihr unterstellt.

## Darstellung
Mittelalterliche Darstellungen der hl. Kolumba sind unbekannt. In der späteren Ikonographie wird Kolumba meist als gekrönte Jungfrau mit Schwert und/oder Märtyrerpalme dargestellt, die manchmal eine Bärin oder einen Hund an der Kette führt. Weitere ikonographische Heiligenattribute sind Buch, Pfauenfeder und Taube (lateinisch columba). Zuweilen wird sie von Engeln begleitet dargestellt, auf dem Scheiterhaufen oder enthauptet.

## Kolumba-Museum, Köln
Das Kunstmuseum des Erzbistums Köln, eines der bedeutendsten Museen Deutschlands, trägt heute den Namen Kolumba, da es über der Kriegsruine der Pfarrkirche St. Kolumba errichtet wurde.